# Korona Teodolindy
Korona Teodolindy – średniowieczny diadem królewski przechowywany w skarbcu katedry św. Jana Chrzciciela w Monzy.
Złoty diadem wotywny przekazany do katedry w Monzy w VII wieku. Według tradycji miał on być wotum dziękczynnym królowej Teodolindy, żony króla Lombardii Autarisa, za konwersję Longobardów z arianizmu na katolicyzm.
Korona wykonana jest ze złota, ozdobiona filigranem oraz kamieniami szlachetnymi i koralowcem. Zdobienia pokrywają całą zewnętrzną część obręczy diademu. Przy górnej krawędzi korony znajdują się w trzech miejscach kółka, za pomocą których mocowane były złote łańcuszki do zawieszania.